# Meknès
Meknès (arabisch مكناس, DMG Miknās, marokkanisches Tamazight ⵎⴽⵏⴰⵙ Meknas, Zentralatlas-Tamazight ⴰⵎⴽⵏⴰⵙ Ameknas) ist eine Stadt im nördlichen Marokko mit gut 550.000 Einwohnern. Sie liegt in der Region Fès-Meknès am Fuße des Mittleren Atlasgebirges. Ihr Name leitet sich vom Berberstamm der Miknasa ab, der den Ort ursprünglich besiedelte. Die gesamte Altstadt (medina) von Meknès und die Ville impériale Mulai Ismails wurden von der UNESCO im Jahr 1996 in ihre Liste des Weltkulturerbes aufgenommen. Meknès ist neben Fès, Rabat und Marrakesch eine der vier Königsstädte Marokkos.

## Lage und Klima
Die Stadt liegt in einer Höhe von etwa 535 m am Westrand der fruchtbaren Sais-Ebene zwischen dem Zerhoun-Massiv im Norden und dem Mittleren Atlas im Süden. Die Stadt Fès ist etwa 65 km (Fahrtstrecke) in nordöstlicher Richtung entfernt, die marokkanische Hauptstadt Rabat befindet sich gut 150 km westlich. Mitten durch die Stadt verläuft das Wadi Bou Fekrane. Das Klima in Meknès ist für marokkanische Verhältnisse gemäßigt; Regen (ca. 575 mm/Jahr) fällt nahezu ausschließlich im Winterhalbjahr.

## Bevölkerungsentwicklung
| Jahr      | 1982    | 1994    | 2004    | 2014    | 2024    |
| Einwohner | 319.783 | 393.791 | 469.169 | 520.428 | 551.503 |

Ursprünglich lebte in der Gegend der Berberstamm der Meknassa (ⵉⵎⴽⵏⴰⵙⵏ Imeknasen), der im 9. oder 10. Jahrhundert aus dem heutigen Tunesien einwanderte. Doch durch die Aktivitäten Mulai Ismails und später der Franzosen kamen auch viele arabisch-stämmige Bewohner hinzu. Seit den 1970er Jahren haben sich erneut viele Berberfamilien aus allen Teilen Marokkos hier angesiedelt. Man spricht heute generell Marokkanisch-Arabisch.

## Wirtschaft

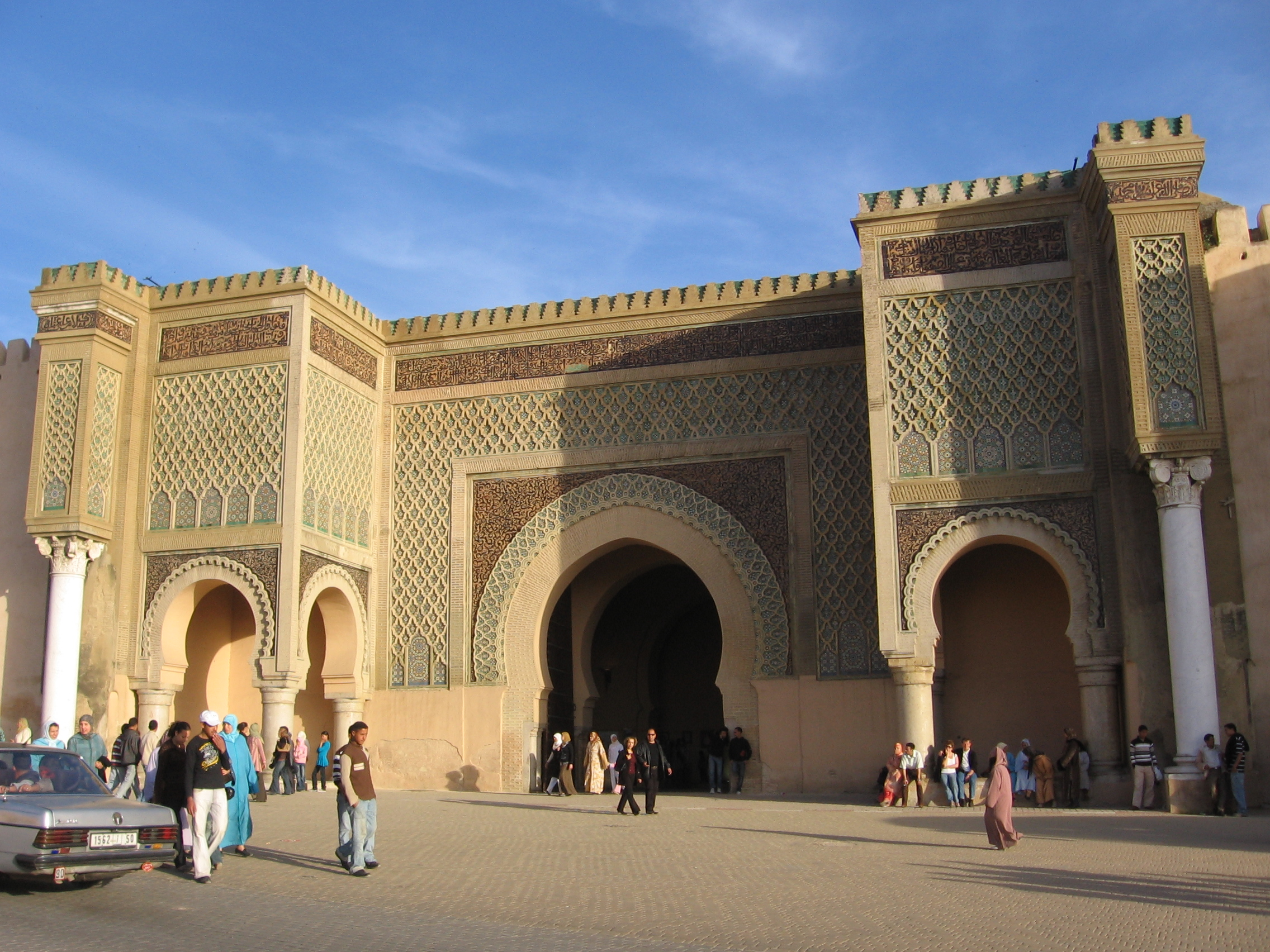
Bab Mansour

Die Lage der Stadt in einem der landwirtschaftlich ertragreichsten Gebiete Marokkos macht die Stadt zu einem wichtigen Umschlagplatz für landwirtschaftliche Produkte (Getreide, Obst und Gemüse) und zu einem regionalen Zentrum für Handel und Handwerk. Die Nationale Landwirtschaftsschule Marokkos hat hier ihren Sitz. In den vergangenen Jahrzehnten sind auch mittelständische Industrieunternehmen (Zementherstellung, Metallverarbeitung etc.) entstanden.

## Geschichte

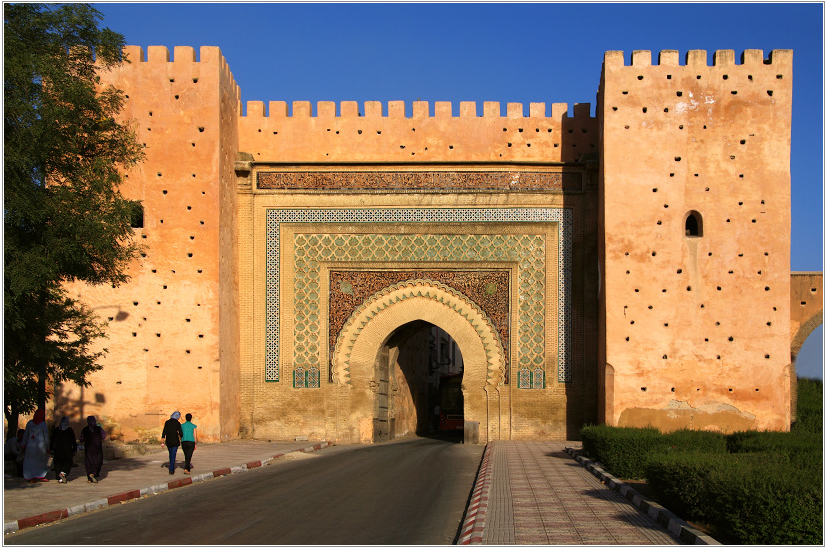
Bab el Khemis

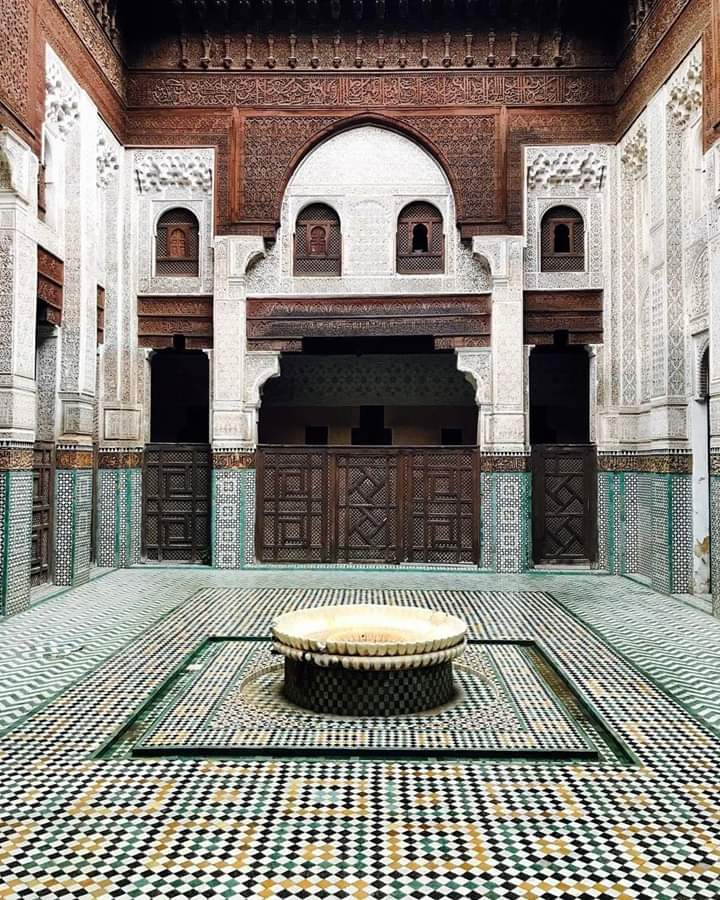
Medersa Bou Inania

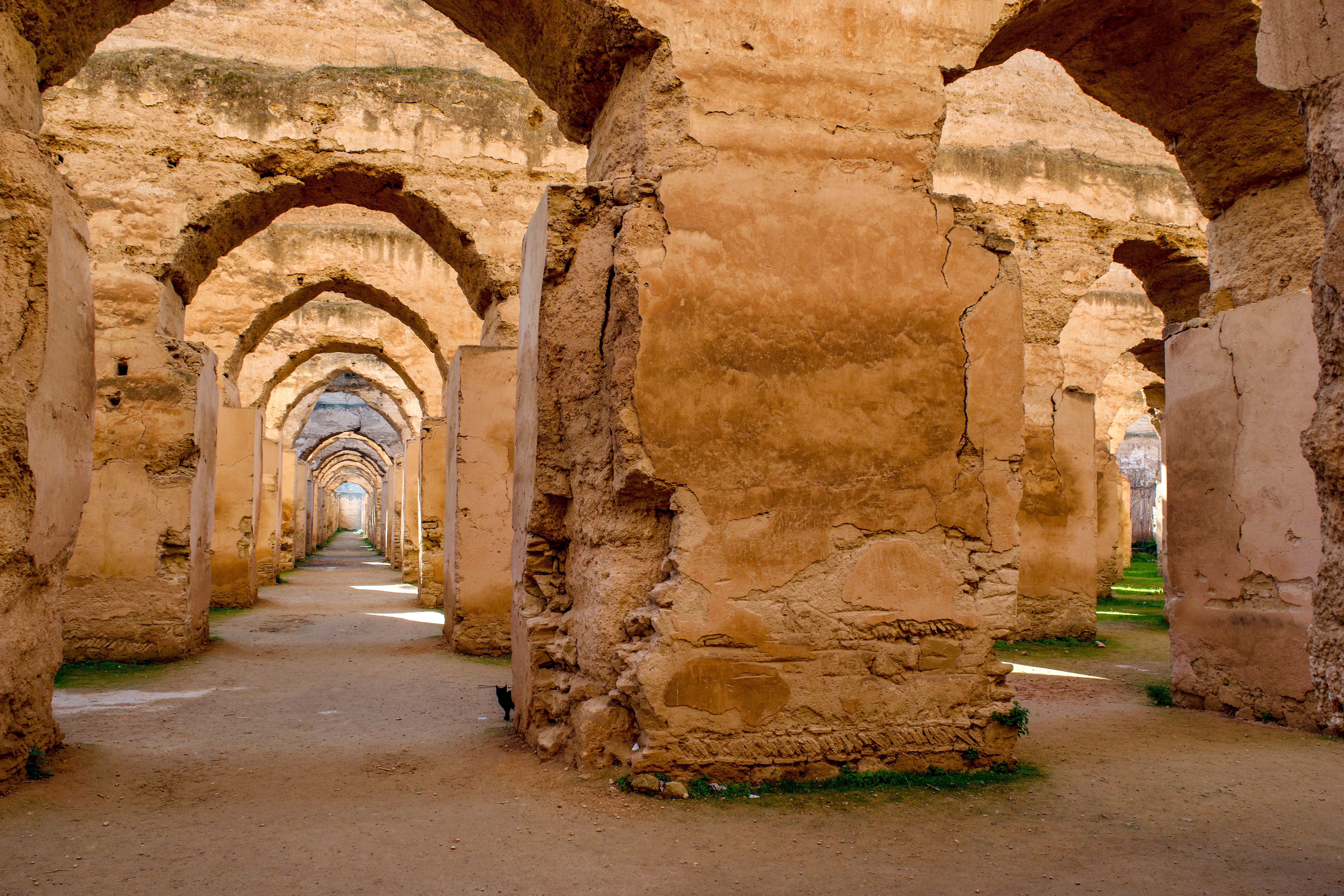
Heri es-Souani

Die Almoraviden errichteten im 11. Jahrhundert eine Festung, die sich lange Zeit gegen die Einnahmeversuche der Almohaden wehrte, am Ende (1145) jedoch zerstört wurde. Eine neue Festungsanlage und mehrere Moscheen wurden in der Folge errichtet bis schließlich die Meriniden die Stadt einnahmen und mit neuen Bauten ausstatteten.
Danach verfiel Meknès, bis es ca. 250 Jahre später der Alawidensultan Mulai Ismail (reg. 1672–1727) zur Hauptstadt seines Reiches erhob und in großem Umfang umgestaltete. Nach seinem Tod wurde die Hauptstadt des Landes allerdings wieder nach Fès verlegt.
Im Jahr 1755 wurde Meknès von einem schweren Erdbeben getroffen.
Meknès ist durch mehrere volksislamische Bruderschaften (Tarīqas) bekannt geworden, zu denen die Isawiya (ʿĪsawīya) gehört, die auf den Schutzpatron der Stadt, den Heiligen Sīdi Muḥammad ibn ʿĪsā (1465–1523) zurückgeht. Weitere Sufi-Sekten mit ausgefallenen Ritualen sind die Hamadscha (Ḥamadša), in deren Glaubensvorstellungen das Geistwesen Aisha Qandisha eine zentrale Rolle spielt, die Dschilala (Jilala, Ǧilāla), Milyāna und die Gnawa. Zu den überregionalen Sufiorden gehören die Tiǧānīya und die Darqāwīya von ad-Darqāwī.

## Sehenswürdigkeiten
- Die Stadt teilt sich in zwei Hälften, die Medina im Westen und die unter französischer Herrschaft entstandene Ville nouvelle im Osten. Die natürliche Grenze zwischen beiden Stadtteilen bildet der Oued Bou Fekrane.
- An der Place el Hedim, dem weiten Platz vor dem Stadttor Bab Mansour, befindet sich ein überdachter Markt für Lebensmittel.
- Der bedeutendste Bau der mittelalterlichen Medina (Altstadt) ist die Medersa Bou Inania aus der Zeit der Meriniden (14. Jahrhundert).
- Prachtvoll ist das Mausoleum von Mulai Ismail mit angeschlossener Moschee, das von Mohammed V. restauriert wurde. Den weißen Sarkophag flankieren vier barocke Standuhren. Sie waren ein Geschenk des französischen „Sonnenkönigs“ Ludwig XIV. an Mulai Ismail (1645–1727).
- In der Nähe befinden sich in drei Etagen weitläufige unterirdische Kammern aus der Zeit Mulai Ismails, die als Gefängnisräume für durch Piraterie erbeutete christliche und andere Gefangene bzw. Sklaven von diesen selbst geplant und erbaut werden mussten und später u. a. als Lebensmittelspeicher dienten (Habs Qara). Die Räume sind für 40 000 Personen ausgelegt.[5]
- Die riesigen, allerdings nur in Ruinen erhaltenen Speicherbauten und Stallungen des Heri es-Souani sind ebenfalls sehenswert.
- Im Februar 2010 stürzten nach tagelangen Regenfällen das Minarett und Teile des Daches der unter Sultan Mulai Ismail errichteten Bab-Berdieyenne-Moschee ein.[6] Mittlerweile steht das Minarett wieder.
- Seit 1920 besteht das Musée Dar Jamaï.

Umgebung
- Im Westen außerhalb der Altstadt liegt am Eingang eines großen Friedhofs das Mausoleum (Qubba) des Sidi Mohammed ben Aïssâ (1467–1526), des Gründers der volksislamischen Aissaoua-Bruderschaft.
- Etwa 25 km nördlich liegen die Ruinen der römischen Stadt Volubilis, unmittelbar daneben der Pilgerort Moulay Idris.

## Söhne und Töchter der Stadt
- Michel Jobert (1921–2002), französischer Politiker
- Marcel Bénabou (* 1939), französischer Historiker und Schriftsteller
- Vincent Louis Marie Landel (* 1941), Erzbischof von Rabat
- Pinchas Cohen Gan (* 1942), marokkanisch-israelischer Maler und Installationskünstler
- Avi Toledano (* 1948), israelischer Sänger und Komponist
- Guy de Kerimel (* 1953), katholischer Geistlicher, Erzbischof von Toulouse
- Salaheddine Mezouar (* 1953), Politiker
- Bernard Reynès (* 1953), französischer Politiker und Abgeordneter der Nationalversammlung
- David Azulai (1954–2018), israelischer Politiker und Abgeordneter
- Yves Angelo (* 1956), französischer Kameramann und Regisseur
- Brigitte Deydier (* 1958), französische Judoka
- Joël Mergui (* 1958), französischer Arzt, Funktionär und Präsident des Consistoire central israélite
- Arje Deri (* 1959), israelischer Politiker
- Philippe Perrin (* 1963), französischer Astronaut
- Faouzi Bensaïdi (* 1967), Filmregisseur und Filmschauspieler
- Driss Maazouzi (* 1969), französischer Mittel- und Langstreckenläufer
- Khalid Khannouchi (* 1971), US-amerikanischer Langstreckenläufer
- Khalid El Boumlili (* 1978), Marathonläufer
- Diae El Jardi (* 2000), Tennisspielerin
- Zineb Redouani (* 2000), Fußballspielerin

## Städtepartnerschaften
Meknès unterhält folgende Gemeindepartnerschaften
| Stadt           | Land                                | seit |
| --------------- | ----------------------------------- | ---- |
| al-Quds         | Palästina                           | 1990 |
| Bologna         | Emilia-Romagna, Italien             | 2020 |
| Bourg-en-Bresse | Auvergne-Rhône-Alpes, Frankreich    | 2018 |
| Cenon           | Nouvelle-Aquitaine, Frankreich      | 2017 |
| Nîmes           | Okzitanien, Frankreich              | 2005 |
| Orléans         | Centre-Val de Loire, Frankreich     | 2020 |
| Santarém        | Alentejo, Portugal                  | 1989 |
| Stralsund       | Mecklenburg-Vorpommern, Deutschland | 2019 |
| Tulkarm         | Westjordanland, Palästina           | 2017 |